# Paristiopterus labiosus
Paristiopterus labiosus is een straalvinnige vissensoort uit de familie van harnashoofdvissen (Pentacerotidae). De wetenschappelijke naam van de soort werd voor het eerst geldig gepubliceerd in 1872 door Günther.